# Roberto Robaina
Roberto Robaina González (Pinar del Río; 18 de marzo de 1956) es un expolítico y pintor cubano. Desde 1993 hasta 1999 fue ministro de Relaciones Exteriores de Cuba.

## Como político
En 1979 se hizo líder universitario, luego fue diputado de la Asamblea Nacional del Poder Popular de Cuba y en 1991 ingresó al Buró Político del Partido Comunista Cubano (PCC), siendo en ese entonces su miembro más joven. En 1993, fue nombrado ministro de Relaciones Exteriores y mostró un punto de vista aperturista con Europa Occidental y América Latina, en momentos que Cuba atravesaba una crisis tras el fin de los estados socialistas europeos y la disolución de la Unión Soviética.
En 1999, fue sustituido por Felipe Pérez Roque. Luego en 2002, por denuncia de Raúl Castro, Robaina fue expulsado del PCC de manera deshonrosa por deslealtad, corrupción y autopromocionarse como candidato a líder del país en una eventual sucesión de Fidel Castro. También fue denunciado por tener contactos no oficiales con empresarios extranjeros y de tener relaciones con el exgobernador mexicano Mario Villanueva, miembro del cártel de Juárez.
Robaina aceptó que recibió una donación de 25 mil dólares de Villanueva para renovar la cancillería cubana y de que buscaba autopromocionarse de cara a un eventual futuro. Tras esto, Robaina también fue inhabilitado como diputado y sería reubicado en un trabajo modesto, sin protagonismo y sin capacidad de mando.

## Como pintor
Alejado de la política, Robaina pasó un tiempo en la restauración del bosque de La Habana y fue donde inició su faceta como pintor en 2004. Una de sus primeras pinturas fue un electrocardiograma que realizó poco después de su expulsión.
Ha participado en exposiciones colectivas de pinturas en La Habana y ha expuesto sus cuadros en Argentina, Chile, México y Panamá. Su especialidad es el formato grande y el acrílico, inclinando su gusto por el arte contemporáneo y la pintura abstracta.
En 2011 abrió un café temático con exposición de sus pinturas como su negocio familiar.